# Power Rangers - Una volta e per sempre
Power Rangers - Una volta e per sempre (Mighty Morphin Power Rangers: Once & Always) è un film TV di supereroi del 2023 diretto da Charlie Haskell e prodotto da Hasbro e Entertainment One.
Si tratta di uno speciale televisivo che commemora sia il 30º anniversario della serie Power Rangers che il franchise omonimo.

## Trama
Nel 2022, Billy Cranston viene attaccato da una robotica Rita Repulsa e da una banda di Putties. In seguito viene raggiunto dagli altri Power Rangers; Jason, Kimberly, Zack, Trini e Tommy. Billy viene sbattuto sull'orlo di una scogliera, dove Robo-Rita tenta di finirlo con un'esplosione letale della sua bacchetta magica. Tuttavia, Trini, nel tentativo di salvarlo muore. Robo-Rita si ritira quindi nella Dimensione Oscura, lasciando i restanti Rangers a piangere per la perdita della loro amica. Nella residenza dei Kwan, Billy e Zack discutono su come e quando dare la notizia alla figlia di Trini, Minh, che appena tornata scopre involontariamente il destino della madre.
Un anno dopo, Zack è diventato il tutore legale di Minh e si è trasferito nella residenza dei Kwan. Il giorno dell'anniversario della scomparsa insieme al resto dei Rangers decidono di andare al cimitero per visitare la tomba di Trini, i Power Rangers finiscono in un'imboscata di Robo-Rita e di due dei suoi mostri, Robo-Snizzard e Robo-Minotauro. Snizzard coi suoi poteri cattura Jason, Tommy e Kimberly e li imprigiona in una macchina che prosciugherà lentamente la loro energia. Sapendo di essere sconfitti, Billy, Zack e Minh si ritirano.
Zack e Billy si dirigono al Centro di comando nascosto sotto il quartier generale della Cranston Tech, dove viene rivelato che il tentativo di Billy di far rivivere il defunto Zordon ha creato accidentalmente Robo-Rita; Alpha 9 avvia l'Operazione Bandora, convocando tutte le squadre di Power Rangers in tutto l'universo. Alla chiamata rispondono l'ex Pink Ranger Kat Hillard e l'ex Red Ranger Rocky DeSantos. Nel frattempo, Minh viene a sapere che delle bande di Puttys stanno invadendo il mondo e decide d'intervenire.
Kat e Rocky ricevono una copia delle Monete del Potere in modo che possano trasformarsi nuovamente in Power Rangers. Tuttavia, Robo-Snizzard e Robo-Minotauro hanno seguito i Rangers in tutto l'universo, usando i Putties come esca per attirarli nella stessa macchina che ha intrappolato gli altri Rangers, rivelando che Robo-Minotauro può percepire l'energia di trasformazione dei Rangers. Dopo aver ripiegato per non essere catturati e tornati al Centro di Comando, i Rangers scoprono che Minh è al vecchio Juice Bar sotto attacco. Minh, prova a usare la Moneta del Potere della madre non riuscendoci e viene sopraffatta. Zack e Rocky si teletrasportano al Juice Bar, sconfiggono i Putties e recuperano Minh. Al Centro di comando, Zack rimprovera la ragazza, rivelando che i Rangers non combattono per vendetta. 
In una discarica, Billy, Rocky e Kat intrappolano Robo-Snizzard e Robo-Minotauro. I Rangers utilizzano poi i dispositivi di occultamento sviluppati da Billy per renderli invisibili in modo che possano infiltrarsi nel Palazzo di Rita sulla Luna utilizzando un'astronave fornita dagli agenti della SPA ed ex Rangers Adam Park e Aisha Campbell (in quanto troppo lontani per intervenire). Tuttavia, dopo che i Rangers se ne sono andati, Minh fugge dal Centro di Comando rubando la RADBUG, l'auto volante di Billy e decolla verso la discarica, dove viene rapita da Robo-Rita. I Rangers trovano la macchina di Rita nel suo palazzo e vedono che ha già catturato membri di altre squadre di Rangers, il suo scopo è viaggiare nel passato e uccidere i Rangers prima che vengano reclutati da Zordon.
Rita assieme ai suoi tirapiedi e Minh prigioniera, arriva scoprendo i Rangers e tenta ancora una volta di uccidere Billy con la sua bacchetta, ma Minh si libera e prende invece il colpo. Sopravvissuta miracolosamente, riesce a trasformarsi nel Yellow Ranger. I cinque Rangers affrontano i vari nemici, ma Rita fa poi crescere Robo-Snizzard (capendo che sconfiggendolo libereranno i loro amici), Billy dopo averla sconfitta ordina ad Alpha 9 di teletrasportare gli Zords sulla Luna dove formano il Megazord. Billy e Minh portano il Megazord in battaglia contro Robo-Snizzard, mentre i restanti Rangers sconfiggono Robo-Minotauro nel palazzo. I Rangers riuniti sul Megazord distruggono Robo-Snizzard, che permette di liberare i Rangers prigionieri. Trasportatisi di nuovo nel palazzo sconfiggono Robo-Rita definitivamente, facendo esplodere il Palazzo.
Tornati sulla Terra, Adam e Aisha assistono i Rangers liberati sulla loro astronave e si dirigono verso Aquitar, per farli guarire prima di tornare a casa, Aisha accetta inoltre Minh come nuova Yellow Ranger. Billy, Zack e Minh celebrano la loro vittoria al Juice Bar mentre ricordano le loro passate avventure.

## Personaggi e interpreti

### Power Rangers
- Zack Taylor (interpretato da Walter Emanuel Jones, doppiato da Renato Novara) - Primo Black Ranger[2]. Una volta adulto è diventato un deputato del Congresso degli Stati Uniti, e dopo la morte di Trini diventa il tutore della figlia Minh.
- William "Billy" Cranston (interpretato da David Yost, doppiato da Claudio Ridolfo) - Blue Ranger[2]. Dopo essere tornato dal pianeta Aquitar è ora a capo della Cranston Tech, dove ospita il nuovo Centro di Comando.
- Minh Kwan (interpretata da Charlie Kersh, doppiata da Laura Cherubelli) - Terza Yellow Ranger[2] e figlia di Trini Kwan, detentrice originale dei poteri.
- Rocky DeSantos (interpretato da Steve Cardenas, doppiato da Gualtiero Scola) - Secondo Red Ranger, ora pompiere.
- Katherine "Kat" Hillard (interpretata da Catherine Sutherland, doppiata da Elisabetta Spinelli) - Seconda Pink Ranger[2] , ora moglie di Tommy Oliver. I due hanno avuto un figlio, J.J., apparso per la prima volta come futuro SPD Green Ranger nei fumetti pubblicati da Boom!Studios.
- Adam Park (interpretato da Johnny Young Bosch, doppiato da Jacopo Calatroni) - Secondo Black Ranger[2] , insieme ad Aisha fa ora parte dell'unità spaziale nota come SPA.
- Aisha Campbell (interpretata da Karan Ashley, doppiata da Emanuela Pacotto) - Seconda Yellow Ranger[2] , insieme ad Adam fa ora parte dell'unità spaziale nota come SPA.

Thuy Trang, Amy Jo Johnson, Jason David Frank e Austin St. John compaiono attraverso riprese e audio d'archivio, mentre i loro personaggi (Trini Kwan, Kimberly Hart, Tommy Oliver e Jason Lee Scott) appaiono solo trasformati in forma di Ranger.

### Personaggi di supporto
- Alpha 9/8 (interpretato da Richard Steven Horvitz, doppiato da Giorgio Ginex) - Automa senziente e semi autonomo del pianeta Edenoi[2] . Supporta Billy nella gestione del nuovo Centro di Comando.

### Nemici
- Robo Rita (doppiata in originale da Barbara Goodson e in italiano da Caterina Rochira) - Antagonista principale dello special, nuova incarnazione della strega spaziale[2].
- Robo Minotauro (Robo Minotaur, doppiato in originale da Ryan Cooper e in italiano da Maurizio Trombini)- Nuova incarnazione di un mostro di Rita
- Robo-Snizzard (doppiato in originale da Daniel Watterson e in italiano da Matteo Brusamonti) -  Nuova incarnazione di un mostro di Rita

### Altri personaggi
- Annie (interpretata da Benny Joy Smith): reporter del sito di news BuzzBlast. La Smith riprende il suo ruolo da Power Rangers Dino Fury.

## Produzione

### Sviluppo
Le idee per uno speciale sono state concepite da David Yost intorno al 2021, con il titolo provvisorio Power Rangers: Quantum Continuum, Proponendo l'idea a più reti, ma ha rivelato che il progetto era ancora nelle sue fasi iniziali. Yost non è stato accreditato come autore dell'episodio.
In una data non specificata, Netflix si è assicurata i diritti per uno speciale per il 30º anniversario sviluppato da Hasbro basato sulla serie originale Mighty Morphin Power Rangers.

### Casting
Il 30 settembre 2022 durante l'Hasbro PulseCon 2022, è stato annunciato che sia Yost che Walter Jones stavano girando un progetto dedicato "30º anniversario" in Nuova Zelanda. Inoltre, è stato annunciato che anche Charlie Kersh si sarebbe unita al cast dello speciale. Un mese dopo, la Hasbro ha confermato il ritorno di Steve Cardenas, Catherine Sutherland, Karan Ashley e Johnny Yong Bosch nei loro ruoli originali.
Dei membri del cast della serie originale, (con l'esclusione di Thuy Trang, deceduta nel 2001) Amy Jo Johnson e Jason David Frank hanno rifiutato di prendere parte allo special: la prima per ragioni personali, mentre il secondo (all'epoca coinvolto nelle riprese del suo film Legend of White Dragon) riteneva di aver ormai dato abbastanza. L'attore si sarebbe poi suicidato a novembre 2022, quando le riprese di Una volta e per sempre erano già terminate.
Austin St. John (interprete di Jason Scott Lee) non partecipò perché impossibilitato a lasciare gli USA in quanto coinvolto in un'indagine per truffa in merito a dei fondi ricevuti tramite il Paycheck Protection Program.

### Riprese
Le riprese sono avvenute nel corso di 12 giorni in Nuova Zelanda, nei pressi di Auckland.

### Post Produzione
La post produzione è terminata a febbraio ed è stata acquistata da Netflix.
Il trailer è stato pubblicato il 21 marzo 2023.
Dopo la dipartita di Jason David Frank nel 2022, al finale dello special è stata aggiunta una scena dell'episodio La canzone di Guitardo (The Song Of Guitardo) della seconda stagione, dove Kimberly e Zack cantano una canzone per tirare su di morale Tommy, il quale ha appena perso i poteri. Alla scena segue una dedica ai defunti Jason Frank e Thuy Trang, scelta che Walter Emanuel Jones (interprete di Zack) ha definito  "molto commovente".

## Edizione Italiana
Il doppiaggio italiano è stato eseguito per Netflix da IYUNIO - SDI GROUP. L'edizione italiana dello special ha visto il ritorno delle voci storiche sui personaggi principali, con l'eccezione di Zack e Adam (doppiati rispettivamente da Renato Novara e Jacopo Calatroni al posto di Nicola Bartolini Carrassi e Patrizio Prata). La direttrice del doppiaggio, Francesca Bielli, ha prestato la sua voce per le battute di repertorio dei personaggi di Trini e Kimberly.